# Камп-Верде (Аризона)
Камп-Верде (англ. Camp Verde) — город в округе Явапай в штате Аризона США. По данным переписи населения США 2020 года, численность населения составляла 12 147 человек.

## Население
| 2010[…] | 2020    |
| ------- | ------- |
| 10 873  | ↗12 147 |